# Jólrendezett halmaz
Jólrendezett halmaznak nevezünk egy halmazt, ha adott rajta egy jólrendezés, ami olyan teljes rendezést jelent, melyre igaz, hogy alaphalmaza minden nemüres részhalmazának van a rendezés szerint legkisebb eleme. A fogalomhoz kapcsolódik a jólrendezési tétel.

## Definíció
Az (A, ≤) rendezett halmazt jólrendezett halmaznak nevezzük, ha {\displaystyle (A,\leq )} minden nemüres részhalmazának van legkisebb eleme.
Két jólrendezett halmazt izomorfnak nevezünk, ha van köztük rendezéstartó bijekció, azaz {\displaystyle (A,\leq _{1})} izomorf {\displaystyle (B,\leq _{2})}-vel, ha van olyan
{\displaystyle F:A\rightarrow B}
bijekció, melyre a <1 b pontosan akkor, ha F(a) <2 F(b) minden {\displaystyle a,b\in A}-ra.
Az izomorfia tehát a halmazok és a rajtuk definiált jólrendezések közös tulajdonsága, egy adott halmaznak is lehetnek egymással nem izomorf jólrendezései (sőt, pontosan a véges halmazok azok, amiknek minden (jól)rendezése izomorf egymással). A jólrendezett halmazok közötti izomorfizmus ekvivalenciareláció.

Izomorf jólrendezett halmazok közös tulajdonságát, "a jólrendezésük típusát" rendszámnak nevezzük.

## Tulajdonságok
Egy jólrendezett halmaz nem tartalmazhat végtelen csökkenő sorozatot.
Az egész számok halmaza a szokásos rendezéssel nem alkot jólrendezett halmazt, de könnyen definiálható olyan rendezés, amely mellett a kapott struktúra jólrendezett. Legyen a rendezés a következő: x <z y pontosan akkor, ha |x| < |y| vagy |x| = |y| és x < y. (Itt < a szokásos rendezést jelöli.)
Egy jólrendezett halmazban minden elemnek van rákövetkezője, azaz olyan elem, ami a nála nagyobbak közül a legkisebb. (Kivéve ha a halmaznak van legnagyobb eleme, akkor annak értelemszerűen nincs rákövetkezője.)
Érdemes megemlíteni, hogy nem feltétlenül van minden elemnek megelőzője. Tekintsük azt a halmazt, ami két példányban tartalmazza a természetes számokat oly módon, hogy egy példányon belül a rendezés a szokásos, de a második példány minden eleme nagyobb az első példány elemeinél. (ω + ω: 01, 11, 21, …, 02, 12, 22, …). Ez a halmaz jólrendezett, de 02-nek nincs megelőzője. (01-nek sincs, de az a legkisebb elem a halmazban.)
A jólrendezett halmazok azért kényelmesek, mert alkalmazható bennük a transzfinit indukció (a teljes indukció általánosítása), melynek segítségével a halmaz elemeire olykor könnyen bizonyíthatunk állításokat.

## Példák
Példák jólrendezett halmazra:
- Bármely véges teljesen rendezett halmaz.
- A természetes számok a szokásos rendezéssel. {\displaystyle (\mathbb {N} ,<)}

Példák nem jólrendezett halmazra:
- Az egész számok a szokásos rendezéssel, hiszen a negatív számokból álló részhalmaznak nincs legkisebb eleme. {\displaystyle (\mathbb {Z} ,<)}
- A pozitív valós számok a szokásos rendezéssel, hiszen például a (0,1) nyílt intervallumnak nincs legkisebb eleme. {\displaystyle (\mathbb {R} ,<)}

## Topológia
Minden jólrendezett halmaz topologikus térré tehető. Ezekben a topológiákban kétféle elem van:
- Izolált pontok: a minimum és azok az elemek, amelyeknek van megelőzője
- Határpontok: az összes többi. Csak végtelen halmazban jelenhetnek meg. Azok a végtelen halmazok, amelyek nem tartalmaznak ilyen pontot, éppen az ω rendszámú halmazok. Ilyen például a természetes számok halmaza.

A részhalmazok lehetnek:
- Maximumot tartalmazó halmazok. Mivel minimumuk is van, ezért ezek kétszeresen jólrendezett halmazok.
- Önmagukban nem korlátos, de az egészben korlátos részhalmazok. Nincs maximumuk; szuprémumuk a részhalmazon kívülre, de a tartalmazó halmazon belülre esik. Ha a részhalmaz nem üres, akkor ez határpontja a részhalmaznak, és a tartalmazó halmaznak is. Ha a részhalmaz üres, akkor ez az egész halmaz minimuma.
- Egészben sem korlátos részhalmazok

Egy részhalmaz ko-véges, ha nem korlátos az egészben, vagy maximuma az egész halmaznak is maximuma.
A jólrendezett halmazban mint topologikus térben akkor és csak akkor van minden pontnak megszámlálható környezetbázisa, ha rendszáma kisebb ω1-nél. Ez tovább ekvivalens azzal, hogy a halmaz megszámlálható, vagy rendszáma a legkisebb nem megszámlálható rendszám.